# Lottia kogamogai
Lottia kogamogai is een slakkensoort uit de familie van de Lottiidae. De wetenschappelijke naam van de soort is voor het eerst geldig gepubliceerd in 1994 door Sasaki & Okutani.